# Frederick Semple
Frederick Semple (n. 24 decembrie 1872, Saint Louis, Missouri, SUA – d. 21 decembrie 1927, Saint Louis, Missouri, SUA) a fost un jucător de tenis american, medaliat olimpic. A participat la o ediție a Jocurilor Olimpice (1904) în care a câștigat o medalie de argint.

## Participări
Lista de mai jos prezintă principalele competiții la care a participat Frederick Semple de-a lungul carierei.
- golf at the 1904 Summer Olympics – men's team[*]